# Щитовиден сърпец
Щитовидните сърпци (Serratula tinctoria) са вид растения от семейство Сложноцветни (Asteraceae).
Таксонът е описан за пръв път от шведския ботаник и зоолог Карл Линей през 1753 година.

## Подвидове
- Serratula tinctoria subsp. macrocephala
- Serratula tinctoria subsp. monticola
- Serratula tinctoria subsp. seoanei
- Serratula tinctoria subsp. tinctoria